# Paseo Colón (Lima)
 (novembre 2018).
Si vous disposez d'ouvrages ou d'articles de référence ou si vous connaissez des sites web de qualité traitant du thème abordé ici, merci de compléter l'article en donnant les références utiles à sa vérifiabilité et en les liant à la section « Notes et références ».

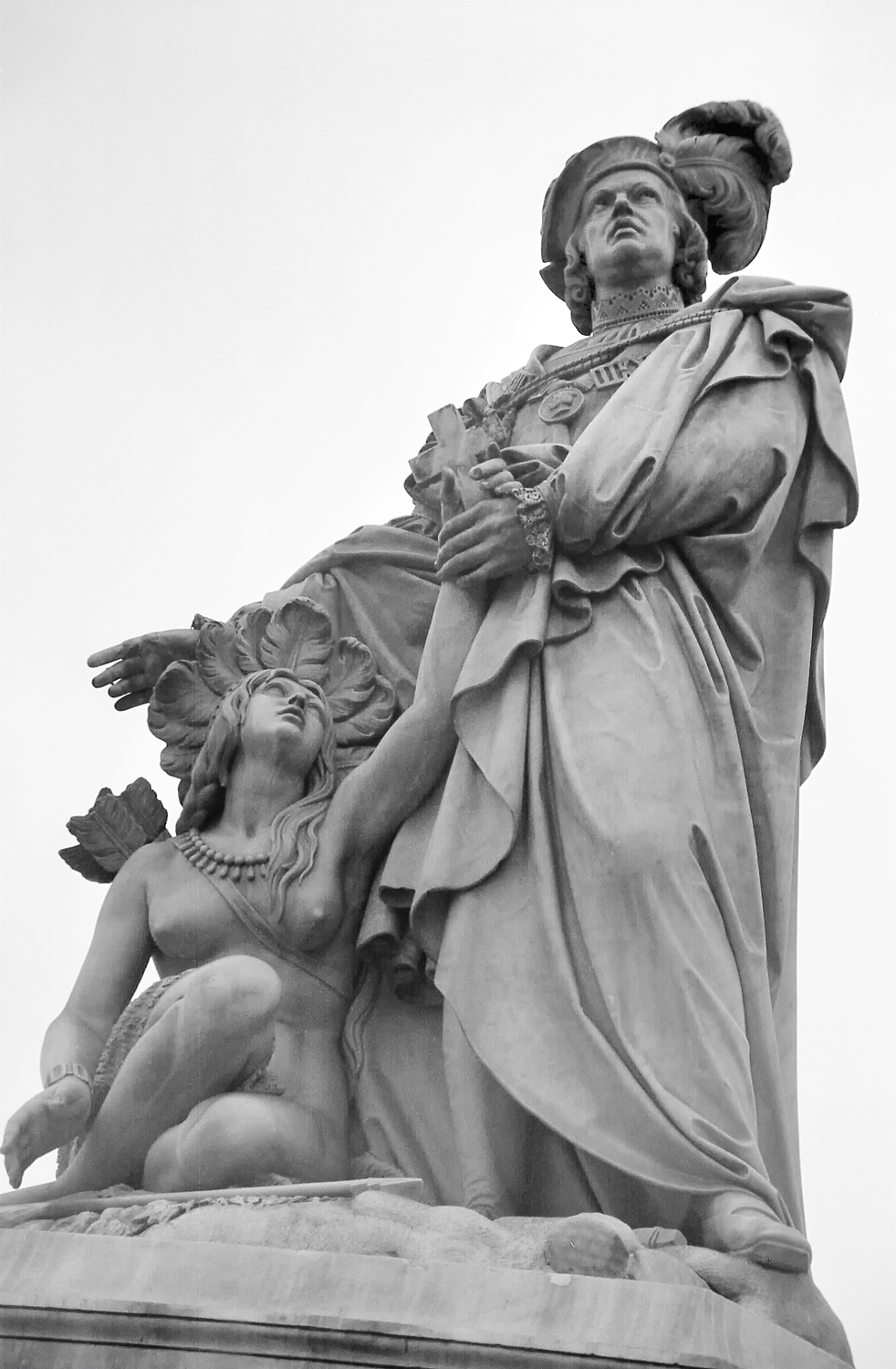
Christophe Colomb, Lima.

Le Paseo Colón (Promenade Colón) est une avenue située au centre-ville de Lima, capitale du Pérou. Elle s’étend sur cinq pâtés de maisons reliant la Place Bolognesi à la Place Grau. Le long de cette avenue, on peut admirer le Musée d’Art de Lima, le siège du parti Action populaire, le Centre d’Études de l’histoire militaire ainsi que de nombreux établissements politiques et centres d’enseignement supérieur.
La Promenade Colón était autrefois considérée comme une avenue aristocratique car elle était située au milieu du Parc de l’Exposition ; toutes ses décorations de style républicain témoignant de son passé opulent, déjà oublié.

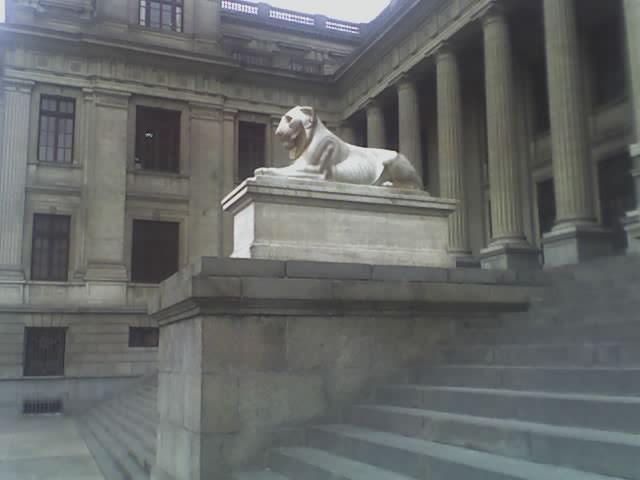
Pièce architecturale sur les gradins du Palais de Justice à Lima.

Par ailleurs, la Promenade Colón exhibe un grand nombre de sculptures, dont seulement la statue de Christophe Colomb reste intacte. Selon les traditions populaires liméniennes, la station balnéaire de Chorrillos était autrefois ornée de plusieurs statues de lions en pierre, mais celles-ci furent  déplacées le long de la promenade Colón après la Guerre du Pacifique. Elles furent finalement redistribuées sur les gradins du Palais de Justice à Lima ; leurs bases demeurant le long de la Promenade Colón.